# Berhane Hirpassa
Berhane Hirpassa, née le 30 juillet 1983, est une athlète éthiopienne.

## Carrière
Aux Championnats d'Afrique d'athlétisme 2000 à Alger, Berhane Hirpassa est médaillée de bronze du 1 500 mètres. Elle remporte la médaille d'argent du 1 500 mètres aux Championnats du monde juniors d'athlétisme 2002 à Kingston. Aux Jeux afro-asiatiques de 2003 à Hyderabad, elle obtient la médaille d'or du 1 500 mètres et la médaille de bronze du 800 mètres. Elle est médaillée de bronze du 1 500 mètres aux Championnats d'Afrique d'athlétisme 2006 à Bambous.